# Dekanat lasecki
Dekanat lasecki – jeden z 25 dekanatów rzymskokatolickich archidiecezji warszawskiej wchodzącej w skład metropolii warszawskiej. Jego patronem jest bł. Józef Jankowski. 
W skład dekanatu wchodzi 10 parafii:
- Babice – Parafia Wniebowzięcia NMP
- Blizne – Parafia Objawienia Pańskiego
- Borzęcin Duży – Parafia św. Wincentego Ferreriusza
- Izabelin – Parafia św. Franciszka z Asyżu
- Laski Warszawskie – Parafia Matki Bożej Królowej Meksyku
- Lipków – Parafia św. Rocha
- Ołtarzew – Parafia Królowej Apostołów
- Ożarów Mazowiecki – Parafia Miłosierdzia Bożego
- Szeligi – Parafia bł. Stefana Kardynała Wyszyńskiego
- Zaborów – Parafia Nawiedzenia Najświętszej Maryi Panny